# Okrajnik
Pour l’article homonyme, voir Okrajnik (Jawor).
Okrajnik est une localité polonaise de la gmina de Łękawica, située dans le powiat de Żywiec en voïvodie de Silésie.